# Histoire de l'État russe
L'Histoire de l'État russe (russe : «История государства Российского») est un ouvrage en plusieurs tomes rédigé par Nikolaï Karamzine (1766 -1826) sur l'histoire russe, de l'Antiquité au règne d'Ivan le Terrible et aux Temps des troubles.
Karamzine écrivit cette histoire jusqu'à la fin de sa vie, mais il ne put la terminer. Le texte manuscrit des douze volumes s'interrompt à l'Interrègne 1611-1612, bien que l'auteur eût prévu de conduire son exposé jusqu'à l'arrivée au pouvoir de la maison Romanov.
Le travail de Karamzine n'est pas la première histoire de la Russie, mais il a rendu cependant accessible cette histoire à un large public, grâce à de grandes qualités littéraires et à méticulosité scientifique de son auteur, et il a dans une large mesure contribué à la constitution de la conscience nationale russe. Il a été critiqué pour sa présentation de l'absolutisme comme mode de gouvernement naturel de la Russie.

## Écriture et premières publications
Karamzine, appelé le Laurence Sterne russe, est l'un des écrivains les plus populaires de son temps quand en 1804 il se retire de la société dans la demeure d'Ostafievo (ru). Il s'y consacre en tout et pour tout à la rédaction d'une œuvre qui révèlera sa propre histoire à la société russe, qui en avait une idée bien moins précise que de celle de la Rome antique ou de la France. L'empereur Alexandre Ier, par un oukase du 31 octobre, soutient son entreprise en lui donnant le titre officiel d'historiographe russe.
La première édition de l'Histoire de l'État russe, en huit volumes, est imprimée simultanément en 1816 et 1817 dans plusieurs imprimeries. Elle est financée par le tsar Alexandre Ier lui-même. La vente des volumes commence le 1er février 1818. Le tirage, important pour l'époque, de 3 000 exemplaires, est épuisé en moins d'un mois, et une seconde édition est requise. Elle est réalisée entre 1818 et 1819 par Ivan Slionine (ru). Les neuvième et dixième volumes paraissent en 1821, et les deux derniers en 1824.
Pendant ce travail, les archives révèlent une accentuation du conservatisme de Karamzine :

« Conservant le culte de la vertu et du sentiment, il se pénétra de patriotisme et du culte de l'état. Il arriva à la conclusion, que pour agir avec succès, le pouvoir devait être fort, monarchique et absolu. Il exprima ses nouvelles vues dans une note sur la vieille et la nouvelle Russie (ru) adressée en 1811 à la sœur d'Alexandre. »

— D. S. Mirsky
L'auteur ne réussit pas à achever le douzième volume de son œuvre, qui vit le jour presque trois ans après sa mort. Konstantin Stepanovitch (ru) et Dimitri Bloudov l'achèvent sur la base de son brouillons. Au début 1829 Bloudov édite le dernier volume, et c'est cette même année que sort la deuxième édition complète, en douze volumes.

## Contenu et inspiration
Les sources historiques de Karamzine sont les anciennes chroniques russes, dont il a été pour la plupart le premier à en faire un matériau scientifique. C'est par exemple par Karamzine que fut trouvée la Chronique d'Ipatiev et c'est lui qui lui a donné ce nom. Pour ne pas encombrer son récit, il en fait une présentation détaillée dans un volume particulier. Elle donne une grande valeur scientifique et historique à son travail.
Dans sa préface, Karamzine souligne l'importance de l'histoire générale et son rôle pour les êtres humains. Il indique que l'histoire de la Russie n'est pas moins prenante, importante et intéressante que celle du monde.
L'Histoire de la décadence et de la chute de l'Empire romain d'Edward Gibbon constitue pour lui un modèle à respecter dans la construction, le contenu de son œuvre, et la volonté de relier les évènements historiques à une thèse : pour Gibbon, des mœurs décadents conduisent à la faillite de l'État, pour Karamzine, l'idée que la « vertu » de la Russie est dans l'autocratie.
Dans le premier volume, il décrit avec précision les peuples qui habitent sur le territoire actuel de l'Ukraine et de la Russie, dont les premiers Slaves, leurs conflits avec les Varègues, et les relations des Grecs avec les tribus installées sur ce territoire. Il aborde ensuite l'origine des premiers princes de la Rus' de Kiev, leur gouvernement selon la théorie normande (ru). Dans le volume suivant, l'auteur détaille tous les évènements importants de l'histoire de la Rus' et de la Russie jusqu'en 1612.
Dans son travail, il est plus écrivain qu'historien. En dépeignant les faits, il s'efforce de donner une nouvelle noblesse au récit historique. Dans la tradition du Classicisme, l'auteur achève souvent la narration d'un épisode historique par une sentence morale ou une digression lyrique. Il est aussi un des premiers écrivains russes à commencer à utiliser la lettre «ё», cependant dans son Histoire il revient à la graphie standard et écrit «е». D. S. Mirsky y voit un « compromis avec les hommes de lettres conservateurs russes, qui, parce qu'il avait écrit l'histoire, étaient prêts à leur pardonner tous ses anciens pêchés » :

« Ses périodes lisses et au rythme arrondi créent un sentiment de continuité de l'histoire, et éludent sa complexité. Les contemporains aimèrent ce style. Quelques critiques seulement n'aimèrent pas cette emphase et cette sentimentalité, mais dans l'ensemble, toute l'époque fut enchantée et le reconnut comme le plus grand prosateur russe. »

## Portée, controverses et postérité
La publication des premiers volumes de l'Histoire produit stupéfie ses contemporains. La génération de Pouchkine lit son livre avec passion, en s'ouvrant les pages d'un passé inconnu. Les écrivains et les poètes traitent dans leurs œuvres des thèmes qu'il a fait resurgir. Pouchkine, par exemple, trouve dans l'Histoire le matériau pour sa tragédie Boris Godounov, qu'il dédie à l'historien.
Alexandre Herzen dit également son estime pour ses travaux :

« La grande œuvre de Karamzine, le monument qu'il a élevé a la postérité sont les douze volumes de son histoire russe. Oeuvre consciencieuse de la moitié de son existence et dont l'analyse n'entre pas dans notre plan, son histoire a beaucoup contribué à tourner les esprits vers l'étude de la patrie. »

Des objections s'élèvent cependant contre la vision étatique que l'auteur a du monde et sa foi en l'efficacité de l'absolutisme. L'opinion libérale contemporaine se plaint de ce que dans sa grande œuvre, Karamzine se centre sur le développement du pouvoir du souverain, prenant progressivement la forme de l'absolutisme, et néglige l'histoire du peuple russe lui-même. Herzen critique également le manque que de perspective de l'œuvre :

« Qu'a-t-il appris dans l'histoire russe, quel résultat a-t-il tiré de ses recherches, lui qui, dans la préface de son histoire, dit que l'histoire du passé est l'enseignement de l'avenir? Il n'y puisa qu'une seule idée: « Les peuples sauvages aiment la liberté et l'indépendance, les peuples civilisés l'ordre et la tranquillité » — un seul résultat: « la réalisation de l'idée de l'absolutisme ». »

Une célèbre épigramme de Pouchkine est consacrée à Karamzine :
В его «Истории» изящность, простота

Доказывают нам без всякого пристрастия

Необходимость самовластья

И прелести кнута.
Dans son Histoire, finesse et simplicité

Vous démontrent sans parti pris

La nécessité de l'autocratie

Et du Knout les délices
L'écrivain libéral Nikolaï Polevoï tente d'ouvrir une polémique sur l'ouvrage, mais elle fait long feu. La description de l'histoire russe faite par Karamzine est rapidement et pour longtemps comme « canonisée ».
Le dixième volume de l'Histoire de l'État russe est traduit dès 1826 en français sous le titre Histoire de l'empire de Russie
Pendant la période soviétique, l'Histoire de l'État russe est considérée comme réactionnaire et n'est pratiquement pas publiée. La première édition sortie pendant la Perestroïka, parue abrégée et dans des revues, suscite un intérêt authentique des lecteurs soviétique.

## Version télévisée
La chaîne de télévision TV Centre a produit une série télévisée éponyme. Chaque émission dure 4 minutes. Chacun de ses récits est largement construit sur la base de l'œuvre de Karamzine, avec cependant des différences. Le texte est lu par Iouri Chevtchouk.